# Stefano Sardo
Stefano Sardo (Bra, 22 gennaio 1972) è uno sceneggiatore, musicista e regista italiano.

## Biografia
Si laurea con lode alla facoltà di Lettere a Torino nel 1996.
La sua prima sceneggiatura importante, firmata insieme ad Alessandro Fabbri e Ludovica Rampoldi, riceve la menzione speciale al Premio Solinas - Storie per il Cinema nel 2007 e due anni dopo esce in sala col titolo La doppia ora per la regia di Giuseppe Capotondi; il film è stato premiato alla 66ª Mostra del Cinema di Venezia con la Coppa Volpi, a Ksenia Rappoport, e ottiene la nomination come miglior esordio agli EFA 2010.
Ha poi firmato sempre per il cinema il copione di Tatanka (2011), tratto da Roberto Saviano, per la regia di Giuseppe Gagliardi che ne è anche co-sceneggiatore con Salvatore Sansone, Massimo Gaudioso e Maurizio Braucci, Workers - Pronti a tutto di Lorenzo Vignolo (2012), di cui ha composto anche la colonna sonora. Ha inoltre partecipato alla scrittura del soggetto di Milionari di Alessandro Piva, alla sceneggiatura di Monolith di Ivan Silvestrini, al biopic su Roberto Baggio per Netflix il Divin Codino di Letizia Lamartire, firmata con Ludovica Rampoldi e a La Cena Perfetta di Davide Minnella, tratta da un suo soggetto originale, scritta con Gianluca Bernardini e Giordana Mari. Insieme con Mari e Teresa Gelli ha firmato anche il prossimo film di Minnella, Cattiva Coscienza, in uscita nelle sale per Vision a luglio 2023. 
Nuovamente in trio con Alessandro Fabbri e Ludovica Rampoldi ha firmato soggetto e sceneggiatura de Il ragazzo invisibile, film di Gabriele Salvatores uscito a Natale 2014, e del sequel Il ragazzo invisibile - Seconda generazione, anch'esso diretto da Gabriele Salvatores, nel 2018.
Sempre con Fabbri e Rampoldi, Sardo ha creato la serie Sky 1992, del 2015, firmando soggetto di serie e sceneggiature di tutte le puntate: la serie è stata presentata alla sezione serie tv della Berlinale nel 2015 e nello stesso anno Sardo, Fabbri e Rampoldi hanno vinto il premio Francesco Scardamaglia al Roma Fiction Fest come miglior sceneggiatura tv. Insieme i tre hanno scritto e curato come creatori anche le stagioni successive 1993, uscita nel 2017, e 1994, del 2019. 
Insieme con Ludovica Rampoldi ha inoltre firmato l'adattamento seriale per Disney+ del best seller I Leoni di Sicilia, per la regia di Paolo Genovese (in uscita nel 2023) mentre con Valeria Golino, Luca Infascelli, Francesca Marciano e Valia Santella ha firmato l'adattamento de L'Arte della Gioia di Goliarda Sapienza, per Sky, con la regia di Valeria Golino.
Ha lavorato poi a tutte e tre le stagioni di In Treatment (Wildside-SKY), La nuova squadra I, II e III (Fremantle, per Rai3), Il tredicesimo apostolo (TaoDue, per Canale 5).
Nel 2013 ha scritto e anche diretto il documentario Slow Food Story (Indigo film/Tico Film) presentato alla Berlinale e al Telluride Film Festival, distribuito in sala da Tucker Film.
Nel 2020 gira il suo primo film da regista Una relazione, di cui è anche sceneggiatore insieme con Valentina Gaia, e produttore. Il film è un romance con protagonisti Guido Caprino e Elena Radonicich ed è stato presentato al Festival di Venezia 2021, sezione Giornate degli Autori - Notti Veneziane/Isola Edipo. 
Ha scritto e diretto cortometraggi presentati a vari festival (Come si deve, di Davide Minella, ha vinto il RIFF 2010, in cinquina ai Nastri d'argento 2011).
Ha pubblicato anche quattro romanzi: L'America delle Kessler (ed. Arcana, 2002), Il ragazzo invisibile e Il ragazzo invisibile - Seconda generazione (con Fabbri e Rampoldi, a sei mani) per Salani e due fumetti Marvel/Panini sugli stessi personaggi. A quattro mani Valentina Gaia ha scritto per HarperCollins il romanzo Una relazione in uscita in primavera 2021.
È stato fondatore e direttore artistico del festival internazionale di cortometraggi Corto in Bra, svoltosi dal 1996 al 2016, e del festival di cinema e cibo Slow Food on Film, svoltosi a Bologna nel 2008 e 2009.

### Altre attività
Musicista, è il leader dei Mambassa, band nata nel 1995 con 7 album all'attivo.
Nel 2015, con Nicola Lusuardi e Ines Vasiljievic ha fondato Nightswim, casa di produzione con diversi progetti all'attivo. Dal 2019 la società è composta soltanto da Stefano Sardo e Ines Vasiljevic e ha prodotto diversi titoli tra cui: Like Me Back e Gli Indifferenti di Leonardo Guerra Seragnoli, La ragazza ha volato di Wilma Labate, Dawn Chorus di Alessio Pizzicannella, Ipersonnia di Alberto Mascia, In the name of Gerry Conlon di Lorenzo Moscia, Io e il Secco di Gianluca Santoni, Disco Inferno di Eleonora Danco. 
Dal 2017 al 2023 è Presidente dei 100autori, la principale associazione dell'autorialità cinetelevisiva italiana.

## Filmografia

### Cinema
- La doppia ora, regia di Giuseppe Capotondi (2009)
- Tatanka, regia di Giuseppe Gagliardi (2011)
- Workers - Pronti a tutto, regia di Lorenzo Vignolo (2012)
- Milionari, regia di Alessandro Piva (2014)
- Il ragazzo invisibile, regia di Gabriele Salvatores (2014)
- Monolith, regia di Ivan Silvestrini (2016)
- Il ragazzo invisibile - Seconda generazione, regia di Gabriele Salvatores (2018)
- Il Divin Codino, regia di Letizia Lamartire (2021)
- Una relazione, regia di Stefano Sardo (2021)
- La cena perfetta, regia di Davide Minnella (2022)
- Ipersonnia, regia di Alberto Mascia (2022)
- Cattiva coscienza, regia di Davide Minnella (2023)
- Muori di lei (2025)

### Televisione
- La nuova squadra - serie TV, 2x9-2x15-2x21 (2009)
- In Treatment - serie TV, 35 episodi (2013)
- 1992 - serie TV, 10 episodi (2015)
- Il sistema - serie TV, 1x3-1x4 (2016)
- 1993 - serie TV, 8 episodi (2017)
- 1994 - serie TV, 8 episodi (2018)
- I leoni di Sicilia – serie TV, 8 episodi (2023)
- L'arte della gioia, regia di Valeria Golino – miniserie TV (2024)

### Cortometraggi
- Mai dove dovremmo essere, regia di Davide Minnella (2005)
- Come si deve, regia di Davide Minnella (2009)

### Documentari
- Slow Food Story, regia di Stefano Sardo (2013)

## Riconoscimenti
- David di Donatello
  - 2025 – Migliore sceneggiatura non originale per L'arte della gioia